# Augustīns (Pētersons)
Augustīns (světským jménem: Augusts Pētersons; 1. března 1873, Ķēču pagasts – 4. října 1955, Gauting) byl lotyšský pravoslavný duchovní Lotyšské pravoslavné církve, arcibiskup a metropolita rižský a lotyšský.

## Život
Narodil se 1. března 1873 ve vesnici Ķēču pagasts v Rižském ujezdu Livonské gubernie.
Roku 1889 dokončil Rižské duchovní učiliště a poté roku 1895 Rižský duchovní seminář. Poté sloužil jako psalomščik a učitel farních škol v Suntaži, Kaplavě a Liepāje.
Roku 1904 se oženil a stejného roku byl arcibiskupem Rižským a mitavským Agafangelem (Preobraženským) rukopoložen na diákona a později na jereje. Stal se knězem chrámu Svaté Trojice v Suntaži. Roku 1908 byl přeložen do chrámu svatého Mikuláše Divotvorce ve Smiltene, kde sloužil až do začátku 1. světové války. V letech 1905-1913 se mu narodili čtyři děti.
V říjnu 1914 byl jmenován vojenským knězem 225. pluku Skopina. O rok později se stal knězem vojenského lazaretu v Rize. Roku 1916 Augustin těžce onemocněl břišním tyfem a dlouho nemohl plnit své kněžské povinnosti.
V září 1916 byl jmenován knězem záložního praporu lotyšských střelců ve Valmieře. Roku 1917 prapor ustoupil do Novgorodu a on se svou rodinou uprchl do Ruska. Později se přestěhoval do Omsku, kde žili jeho příbuzní. Tam na žádost arcibiskupa Silvestra (Olševského) převzal službu v chrámu v Orlovska stanica (asi 50 km od Omsku.) Koncem roku 1919 se přestěhoval do Irkutska a následující rok se vrátil do Omsku. V této době zažil hrůzy občanské války v Rusku a začal zařizovat svůj návrat do Lotyšska, což se mu na podzim 1921 podařilo.
Lotyšská pravoslavná církev se na počátku 20. let ocitla v obtížné situaci; bylo zničeno mnoho chrámů, církev byla dezorganizovaná, chybělo mnoho kněžích atd. Dne 30. listopadu 1921 byl po příjezdu jmenován knězem v chrámu svatého Alexandra Něvského v Daugavpilsu. Brzy se také stal blagočinným prvního okrsku Daugavpilsu. Nějakou dobu také sloužil v katedrálním chrámu svatých Borise a Gleba v Daugavpilsu. Roku 1926 byl kvůli neshodám s dalšími duchovními přeložen do pevnosti Daugavpils. Zároveň působil jako učitel 3. Daugavpilské ruské školy (od roku 1934 její ředitel). Vyučoval také na Daugavpilském pedagogickém institutu.
Dne 18. května 1934 zemřela po dlouhé nemoci jeho manželka Olga. Brzy po této události odešel do Rigy a usadil se v monastýru Svaté Trojice.
V květnu 1934 byla v Lotyšsku zrušena parlamentní demokracie a byl nastolen autoritářský režim Kārlise Ulmanise. Dne 12. října 1934 zemřel arcibiskup rižský Jānis (Pommers) a církev se ocitla bez vedení. Vláda se rozhodla převzít kontrolu nad církví a proto bylo potřeba postavit do čela církve osobu která je věrná státu. Na tuto pozici se velmi hodil právě Augusts, který od počátku prvního světové války sympatizoval s kruhy lotyšských důstojníků, byl blahosklonným člověkem, rodilý Lotyš a navíc ovdověl.
V důsledku tlaku státní moci přešla Lotyšská pravoslavná církev na počátku roku 1936 pod jurisdikci Konstantinopolského patriarchátu. Byla zřízena pravoslavná metropole Lotyšska a církví byla udělena autonomie.
Dne 10. března 1936 byl kněz Augusts na Celocírkevním shromážděním Lotyšské pravoslavné církve zvolen hlavou církve s titulem Metropolita Rigy a celého Lotyšska. Při volbě bylo 162 hlasů pro kněze Augusta, 64 proti a 3 hlasy byly neplatné. Tato volba byla schválena konstantinopolským patriarchou Veniaminem.
Dne 21. března 1936 byl postřižen na monacha a 29. března proběhla v katedrálním chrámu Narození Krista v Rize jeho biskupská chirotonie. Hlavním světitelem byl exarcha Západní a Východní Evropy metropolita Germanos (Strenopoulos). V den svěcení mu byl udělen Řád tří hvězd II. třídy.
Na návaznost politiky Lotyšska metropolita požadoval aby se konaly bohoslužby v lotyštině či např. zavedl gregoriánský kalendář. Inovace metropolity byly pro věřící a duchovní nepochopitelné, což vyvolalo nespokojenost a skrytý protest. Jeho autorita byla podkopána.
Roku 1940 se Lotyšsko dostalo pod úplnou vojenskou a politickou kontrolu Sovětského svazu. Lotyšská pravoslavná církev se vrátila do jurisdikce Moskevského patriarchátu. Metropolita Augustīns byl odvolán ze své funkce a do čela církve se stal exarcha a metropolita Sergij (Voskresenskij). Dne 29. března 1941 vykonal v chrámu Zjevení Páně v Moskvě pokání a byl přijat zpět do lůna Ruské pravoslavné církve. V létě 1941 byl penzionován.
Během okupace Nacistickým Německem (1941-1944) začal znovu nastolovat otázku přechodu církve pod jurisdikci Konstantinopolského patriarchátu a obnovení autonomie. Nepodporovali ho však zástupci místního kléru ani věřící a podporu těmto snahám neprojevily ani německé úřady. Dne 15. června 1942 mu metropolita Sergij (Voskresenskij) zakázal sloužit za pokus rozdělení církve. V důsledku toho byl prakticky mimo službu po celá léta války.
Když se začala fronta přibližovat znovu k Lotyšsku, byl jedním z duchovních kteří na konci léta 1944 byli evakuováni s rodinou do Německa.
V druhé polovině 40. let začal znovu aktivně působit v Německu. Navzdory skutečnosti, že většina duchovních kteří opustili Lotyšsko se shromáždila kolem rižského biskupa Jānise (Garklāvse), metropolita Augustīns tvrdil že vede církev v exilu. Dosáhl toho že Ruská pravoslavná církev v zahraničí prohlásila zákaz jeho služby jako nekanonický. Znovu nastolil otázku přechodu pod Konstantinopolský patriarchát a vyhlášení autonomie. Roku 1946 získal souhlas zástupců patriarchátu ale v exilu však v této otázce nezískal širokou podporu. V západním Německu byl metropolita vážně nemocný (trpěl tuberkulózou, astmatem, sklerózou a chronickou bronchitidou).
Jeho děti na konci 40. let emigrovali do Kanady a on se léčil v sanatoriu pro tuberkulózní pacienty v Německu. Metropolita Augustīns sepsal paměti, které dosud nebyly publikovány a jsou uloženy v rodinném archivu.
Zemřel 4. října 1955 v obci Gauting, kde byl také pohřben.
Podle jeho závěti chtěl být po obnově nezávislosti Lotyšská pohřben ve své vlasti. Dne 10. srpna 2011 byl pohřben na hřbitově ve vesnici Kosa v Skujenes pagasts v Cēsiském kraji.